# Fabián Orellana
Fabián Ariel Orellana Valenzuela (San Joaquín, Santiago, 27 de enero de 1986) es un ex futbolista profesional chileno que jugaba como extremo. Además, fue internacional con la selección de fútbol de Chile, con la que se consagró campeón de la Copa América Centenario en 2016.

## Trayectoria

### Inicios
A los 14 años de edad, el año 2001 fue desafectado de las divisiones inferiores de Colo-Colo por Juan Gutiérrez, debido a una mezcla de mal comportamiento con su baja estatura, la que inclusive hizo que jugara como lateral izquierdo en vez de delantero, su posición natural. Luego de jugar en El Pinar de San Joaquín, se unió a las divisiones inferiores de Audax Italiano.

### Audax Italiano
Con el equipo de colonia obtuvo el 1.er lugar de la fase regular del Campeonato de Clausura 2007 que le valió la clasificación a la Copa Libertadores de América 2008 gracias a la obtención del Chile 3. Sus grandes actuaciones despertaron el interés tanto de equipos mexicanos como europeos, siendo los más cercanos el Monterrey de México o el FC Barcelona de España, pero su alto costo de más de 570 mil de dólares estancó las negociaciones. Existía un acuerdo verbal entre Audax Italiano y Monterrey por 600 mil de dólares, pero gracias a la actuación en el partido Chile y Argentina en el que marcó el tanto histórico su precio se duplicó y fue sumamente blindado por su directiva.

### Udinese y Xerez
A mediados de 2009 se realiza el traspaso al Udinese Calcio por 5 años. Con el club italiano solo jugó partidos amistosos de la pretemporada. En cambio ese mismo verano es cedido al Xerez CD de la Primera División de España para jugar durante la temporada 2009/10.

### Granada CF
En verano de 2010 nuevamente es cedido por el Udinese, esta vez a uno de sus clubes colaboradores, el Granada CF de la Segunda División de España. En este club es titular y uno de los máximos goleadores de su equipo en la Liga Adelante, tuvo muy buenas actuaciones con el conjunto nazarí, y el Udinese decide dar en propiedad al jugador al Granada CF a final de la temporada 2010/11.
Al término de su primer año en el equipo, el Granada CF logra el ascenso a la Primera División de España, después de 35 años en las categorías inferiores; hazaña que tuvo a Orellana como uno de sus principales protagonistas. Marcó un decisivo gol contra el Celta de Vigo en el partido de vuelta de las semifinales del playoff de ascenso. Pese a sus buenas actuaciones durante la temporada regular, su carácter introvertido, conflictivo en el vestuario y la mala relación con el entrenador Fabriciano González hizo que los dirigentes del equipo le mandasen cedido durante la siguiente temporada al Celta de Vigo.

### Celta de Vigo
El 29 de agosto de 2011 pasa a ser propiedad del Granada Club de Fútbol aunque es cedido con opción de compra al Celta de Vigo.
Su primer partido con la elástica celeste fue el 26 de octubre de 2011 en la primera jornada liguera, saliendo de titular en el partido jugado en Balaídos que enfrentaba al Celta de Vigo contra el Girona FC. Pero no fue hasta la jornada sexta en la que marcó su primer gol, logrando el empate a 1 contra el Real Valladolid C. F. en el último minuto de golpe franco directo. Sus 13 goles y 11 asistencias, en un total de 33 partidos jugados, hicieron al Celta de Vigo lograr su objetivo de ascender a la Primera División en esa temporada.
El 27 de junio de 2012, al no poder hacer efectiva el Celta de Vigo su opción de compra de 3 millones de euros, regresa al Granada Club de Fútbol.
El Real Club Celta de Vigo volvería a recuperarlo el 31 de enero de 2013 durante el transcurso del mercado invernal de esa misma temporada, llegando ambos equipos a un acuerdo para su traspaso en 1,2 millones de euros para las tres próximas temporadas y media. Además el Granada percibirá el 40% de un hipotético futuro traspaso del jugador.
En noviembre de 2013, marcó su primer gol con la camiseta del Celta en la Primera División de España, en el triunfo de su escuadra por 3-1 sobre el Almería, siendo esta su tercera conquista en la máxima categoría del fútbol hispano.
El 17 de enero de 2017, el técnico el "Toto" Berizzo anunció que Orellana era apartado del equipo, y que no volvería a jugar en el equipo mientras él fuera entrenador debido a problemas internos.

### Cesión a Valencia CF
El último día del mercado de invierno se hizo oficial la cesión de Orellana al Valencia Club de Fútbol del técnico Voro, un club que estaba atravesando por una de las peores campañas de su historia pero quiso aprovechar la situación del futbolista en Vigo para incorporarlo al equipo. La cesión es con una opción de compra obligatoria a final de temporada por unos 3 millones de euros.
Debutó el 4 de febrero de 2017 en el estadio de Mestalla entrando tras el descanso en la dura derrota 0-4 frente al Éibar. Tres jornadas después, el 22 de febrero marcó su primer y único gol oficial en la inesperada victoria 2-1 frente al Real Madrid, club al que ya había marcado un gol en la misma temporada con el Celta. Finalmente participó en 16 encuentros de liga con el Valencia de Voro, que logró alejarse del descenso y terminar 12.º en la clasificación. 
En verano se hizo efectiva su incorporación definitiva al club, pero el nuevo técnico Marcelino García Toral le dejó claro que no entraba en sus planes para el equipo a pesar de haber sido el máximo goleador en pretemporada con tres goles, por tanto se barajó su salida pero finalmente se quedó en el equipo. Solo entró en la convocatoria de la 1ª jornada, pero el resto de la temporada 2017/18 no entró en convocatorias de Liga. Sí que pudo jugar casi todo el encuentro de ida de los dieciseisavos de final de Copa frente al Real Zaragoza.

### SD Eibar
Tras el fin de su cesión en el Valencia C. F, fue cedido al Sociedad Deportiva Eibar, siendo cedido por 400 mil euros.
Su debut fue en el 6 de enero de 2018 en LaLiga Santander 2017-18 en la fecha 18, ante la Unión Deportiva Las Palmas, donde en el minuto 71, ingresó por Iván Alejo, donde 2 minutos después, anotó el gol del empate, donde resultó victoria final por 2-1 del Éibar. 
Luego en la fecha siguiente, jugó ante el Atlético de Madrid, ingresando en el segundo tiempo nuevamente por Iván Alejo, donde a pesar de demostrar un buen nivel, el Éibar perdió por 0-1 con gol de Kevin Gameiro. Después jugó las 2 fechas siguientes ante el Málaga Club de Fútbol y el Athletic Club, donde en este último partido, jugó los 90 minutos, demostrando un rendimiento regular. Ambos partidos terminaron en empate por 1-1.
En la fecha 22, jugada el 3 de febrero, se enfrentó al Sevilla F. C. de titular donde anotó 2 goles en la victoria por 5-1 del Éibar, donde luego fue reemplazado en el minuto 88 por Ander Capa. Esta victoria permitió al Éibar subir al 7.º puesto, estando así a 2 puntos de clasificación a la Liga Europa de la UEFA, puesto ocupado por el Sevilla, parcialmente. En la fecha siguiente, su equipo derrotó 1-0 al Club Deportivo Leganés de forastero, club que eliminó al Real Madrid de la Copa del Rey en cuartos de final. Luego, en la fecha 24, jugó ante el Fútbol Club Barcelona, equipo con el que ha tenido mala suerte, pues dio un tiro al travesaño, y luego fue expulsado al protestar una amonestación de un compañero, mientras el Éibar caía 0-1 parcialmente. Finalmente cayó por 0-2, dejando al Éibar en el mismo 7.º puesto, pero a 3 del puesto de clasificación a la Liga Europea, puesto ocupado por el Villarreal C. F., a 6 puntos de la última plaza para la Liga de Campeones, plaza ocupada parcialmente por el cuarto lugar, Real Madrid con 45 puntos.

### Real Valladolid
Tras abandonar el conjunto armero al finalizar su contrato el 30 de junio de 2020, el 20 de julio, una vez finalizada la temporada 2019-20, el Real Valladolid C. F. anunció su contratación por dos años.

### Universidad Católica
El 6 de septiembre de 2021, tras rescindir su contrato con el Real Valladolid, firma por la Universidad Católica de la Primera División de Chile. A finales de ese año, el club disputó la final de la Supercopa 2021 frente a Ñublense, donde la UC se coronó en tanda de penales tricampeón de está competencia, siendo el primer título a nivel de club obtenido por Orellana. También la institución se coronó tetracampeón del torneo nacional, tras ganar las ediciones 2018, 2019, 2020 y 2021, Orellana quien disputó pocos minutos en el torneo de 2021, consiguió su segundo título con la franja y primer título de Primera División.

## Selección nacional

### Selecciones menores
Fue convocado a la Selección sub-20 en 2004, con miras al Sudamericano de 2005, a disputarse en Colombia, pero no quedó en la nómina final. Mientras el DT indica que era debido a la baja estatura de Orellana, este indicó que "(...)y de puro flojo no llegué al Mundial de Holanda. Empecé a faltar a los entrenamientos porque no tenía ganas y al final me auto-marginé del proceso".
Fue convocado por Marcelo Bielsa para conformar la selección sub-23 que iría al Torneo Esperanzas de Toulon de 2008, en Francia. Jugó como titular en el primer partido contra Francia en Toulon, el cual acabó en triunfo 5:3 para los chilenos y Orellana aportó su granito de arena, ya que en el primer gol chileno asistió a José Pedro Fuenzalida al minuto 33. Fue figura en el segundo partido contra Holanda, ya que en el primer gol chileno asistió a José Pedro Fuenzalida y marcó el segundo al minuto 84 lo que clasificó a Chile a la segunda fase, por lo que fue suplente para el último duelo del grupo contra Japón, que ganaron 2-0 y por ende terminaron como líderes del Grupo A. Regresó a la titularidad en semifinales contra Costa de Marfil, siendo clave en el triunfo 2-1 ya que al minuto sesenta marcó el 2-1 que clasificó a Chile a la final del torneo amistoso francés, en la Final se midieron contra Italia en Toulon (que tenía jugadores como Antonio Nocerino, Ignazio Abate, Sebastian Giovinco, Antonio Candreva y Claudio Marchisio) y perdieron por la cuenta mínima con anotación de Daniel Osvaldo finalizando así con el segundo puesto con una gran participación del pequeño delantero.

#### Participaciones en Torneo Esperanzas de Toulon
| Torneo                           | Sede    | Resultado  | Partidos | Goles | Asist. |
| -------------------------------- | ------- | ---------- | -------- | ----- | ------ |
| Torneo Esperanzas de Toulon 2008 | Francia | Subcampeón | 4        | 2     | 2      |

### Selección absoluta
Debutó en la selección adulta el 7 de junio de 2008, en un encuentro amistoso como local versus Panamá (0-0) en Valparaíso, ingresando en el entretiempo por Hugo Droguett y debutando a la edad de 22 años, 4 meses y 11 días. Para 2010 fue convocado por Marcelo Bielsa para disputar la Copa Mundial de Fútbol de 2010 en Sudáfrica, previó al mundial disputó 3 amistosos de preparación a la máxima cita planetaria, el primero el 26 de mayo en la goleada 3-0 sobre Zambia en Calama jugando todo el partido, el segundo el día 30 de mayo frente a Irlanda del Norte (1-0) en Chillán, y el tercero también el 30 de mayo contra Israel en Concepción, ingresando en ambos en el 2.º tiempo. Cerró 2010 jugando como titular el duelo por el centenario de la selección chilena ante Uruguay en el Estadio Monumental, saliendo al minuto 71 por Pedro Morales en el triunfo 2-0 sobre los charrúas.
En 2011 solo disputó amistosos por la selección contra Portugal (1-1), Francia (1-1), España (2-3) y México (0-1), sin poder ganar ninguno de ellos, poco después de esto, fue cortado por Claudio Borghi de la selección chilena tras un confuso acto de indisciplina (sin ser nominado durante todo 2012), tras el despido de Borghi en noviembre de 2012 y la contratación de Jorge Sampaoli, Fabián Orellana volvió a las nóminas de la selección en febrero de 2013, tras 17 meses sin ser convocado (desde septiembre de 2011) para el amistoso contra Egipto en Madrid, ingresando al minuto 79 por Jean Beausejour. 
En 2018 tras la llegada de Reinaldo Rueda a la selección chilena, Orellana fue uno de los jugadores visitados por Rueda con miras a los próximos amistosos de marzo ante Suecia y Dinamarca en Europa. Sin embargo, el 3 de marzo sufrió una rotura del tendón intramuscular distal del bíceps femoral izquierdo. El tiempo de baja se estimó en alrededor de 6 semanas, por lo que no pudo ser opción para esos amistosos. Sin embargo, tras su buen rendimiento en Éibar fue convocado por Rueda para los partidos de septiembre ante Corea del Sur y Japón, pero tras un partido de LaLiga Santander ante la Real Sociedad de Fútbol en la tercera fecha, se desgarró en el bíceps femoral derecho lo cual impidió que Orellana disputará aquellos partidos.
Tras aquella lesión, no fue citado hasta octubre de 2019 donde, tras su buen nivel en Éibar, llamó la atención del técnico Rueda. Jugando el amistoso en España el 12 de octubre contra Colombia, más de 2 años después de su último partido con "La Roja", siendo el único en ataque junto a Alexis Sánchez. Siendo sustituido en el minuto 58 por Diego Rubio y habiendo demostrado un nivel regular. El día siguiente fue liberado de la selección, y el 14 de octubre el técnico Rueda señaló que Orellana llegó con cansancio muscular, y en ese caso no puede jugar 2 partidos seguidos en menos de 72 horas, señalando además que Orellana en estos momentos, no puede ser citado para jugar una doble fecha o una Copa América con la selección chilena.

### Mundiales

#### Copa Mundial 2010
En el Mundial de Sudáfrica solo jugó 1 partido, el último del Grupo H contra España en Pretoria ingresando al minuto 65 en desmedro de Alexis Sánchez, en un partido que acabó en derrota 1:2 contra los eventuales campeones del mundo.

#### Copa Mundial 2014
Fue convocado por Sampaoli al Mundial de Brasil 2014, en aquella Copa del Mundo, Orellana fue suplente en los 4 partidos de Chile sin ingresar en ninguno de ellos, instancia en la que su selección cayó en octavos de final contra el anfitrión Brasil en lanzamientos penales.

### Copas América

#### Copa América 2016
Debido a que las clasificatorias sudamericanas entraron en receso por un tiempo, debido a la Copa América Centenario celebrada en Estados Unidos en junio de 2016, y tras sus buenas actuaciones ante Argentina y Venezuela, Juan Antonio Pizzi lo convocó para disputar su primera Copa América. En el debut contra Argentina en la primera fecha del Grupo D en la derrota 2-1, Orellana ingresó en el 57' por Eugenio Mena quien salió lesionado, después asistió mediante tiro libre a José Pedro Fuenzalida para el descuento chileno. Fue titular en el segundo duelo contra Bolivia, jugando un bajo partido saliendo al minuto 67 por Edson Puch en la sufrida victoria por 2-1. Tras este bajo partido, Orellana no jugó más durante la Copa América Centenario, esto también debido al gran nivel de José Pedro Fuenzalida y Edson Puch, quienes fueron las revelaciones de Chile en aquella Copa, finalmente Chile disputó la final del torneo contra Argentina en el MetLife Stadium de Nueva Jersey, a quienes vencieron en lanzamientos penales por 4-2 proclamándose campeones continentales por segunda vez en su historia y Orellana también lograba su primer título como jugador profesional disputando 2 partidos en el torneo y curiosamente jugando 100 minutos en cancha en la llamada Copa América del Siglo.

### Clasificatorias

#### Clasificatorias Sudáfrica 2010
Fue citado por primera vez a la selección adulta para los primeros duelos de las Clasificatorias a Sudáfrica 2010 contra los seleccionados de Argentina y Perú en noviembre de 2007, esto se debe a la lesión sufrida por Alexis Sánchez jugando con River Plate. Debido a su velocidad y buen momento en su equipo, el Audax Club Sportivo Italiano donde destacó en muchos partidos, se ganó la nómina para reemplazar al Niño maravilla, pese a la convocatoria no debutaría aún con su selección.
El día miércoles 15 de octubre de 2008, debutó en las clasificatorias al Mundial 2010 (tras acumulación de amarillas de Alexis Sánchez contra Ecuador y usando la dorsal 7) de la mejor manera posible: el joven delantero de Audax Italiano marcaría el histórico gol al minuto 35 tras pase de Gary Medel, con el que Chile vencería a Argentina en el Estadio Nacional por la cuenta mínima y a la vez venciendo por primera vez a los argentinos por los puntos, dejando a Chile en ese momento en la tercera posición de las clasificatorias sudamericanas para Sudáfrica 2010.
Poco después el 6 de junio de 2009, ingresó al minuto 88 por Alexis Sánchez en el histórico triunfo 2-0 sobre Paraguay en Asunción, volviendo a vencer a Paraguay de visita luego de 28 años y además quitándoles el invicto por clasificatorias. Unos meses después, el 10 de octubre del mismo contra Colombia por la antepenúltima fecha de las clasificatorias en Medellín "El Histórico" volvió a tener otra tarde soñada jugando por la selección ya que junto con Jorge Valdivia fueron los artífices del primer triunfo de Chile sobre Colombia de visita por clasificatorias, al minuto 35 asistió a Humberto Suazo para que marcase el 2-1 parcial a favor de los chilenos, después al minuto 71 de partido asistió a Valdivia para que marcase el 3-2 parcial y 7 minutos después, recibió una habilitación de Valdivia para vencer en el mano a mano a David Ospina y así anotar el 4-2 definitivo desde aproximadamente 35 metros, tanto con el que Chile selló su clasificación a un Mundial luego de 12 años de ausencia, poco después al minuto 90+2' fue expulsado con roja directa tras una pelea entre jugadores de ambos seleccionados. Orellana disputó 5 partidos por las Clasificatorias a Sudáfrica 2010, marcando 2 goles y aportando 2 asistencias en los 247 minutos que jugó, siempre rindiendo cada vez que partió de titular en estas clasificatorias.

#### Clasificatorias Rusia 2018
Debutó en las Clasificatorias a Rusia 2018 en la segunda fecha contra Perú en Lima, ingresando al minuto minuto 81' por Eduardo Vargas (autor de 2 goles) en el triunfo 4-3 sobre los peruanos y volviendo a jugar partidos oficiales por Chile después de 5 años, después volvió a ingresar desde el banco en la igualdad 1-1 contra Colombia en Santiago y derrota 0-3 contra Uruguay en Montevideo, por la tercera y cuarta fecha respectivamente. Para 2016, Juan Antonio Pizzi asumió el mando de la selección con quien Orellana iría de más a menos, en el primer partido de la era Pizzi fue titular contra Argentina en el Estadio Nacional por la quinta fecha de las Clasificatorias en marzo de 2016, esto también debido a la expulsión de Eduardo Vargas en la fecha anterior y posterior sanción de 2 partidos; los chilenos comenzaron bien tras abrir la cuenta con un gol de cabeza de Felipe Gutiérrez tras un córner ejecutado por Orellana, pero justo después de eso el equipo se vio mermado tras las tempranas lesiones de Matías Fernández y Marcelo Díaz, con lo que Argentina dio vuelta el marcador con goles de Ángel Di María y Gabriel Mercado aprovechando que Chile tenía 9 en ese momento, perdiendo por 1-2 contra la albiceleste. En la siguiente fecha contra Venezuela en Barinas volvieron a ganar en las Clasificatorias tras 3 fechas al golearlos 4-1 con dobletes de Vidal y Pinilla, Orellana por su parte volvió a tener una destacada participación al asistir a Vidal en el tercer gol chileno.
Fue convocado para la doble fecha contra Paraguay-Bolivia de septiembre de 2016, pero no jugó ninguno de los 2 partidos ya que Eduardo Vargas había cumplido su sanción. No volvió a jugar hasta el 31 de agosto de 2017, volviendo a jugar 14 meses después por su selección, ingresando al minuto 80' por Gonzalo Jara, en la categórica derrota por 3-0 ante Paraguay en el Estadio Monumental por la Fecha 15, después en el siguiente duelo fue suplente en la derrota 0-1 contra Bolivia en La Paz, complicando sus chances de ir al Mundial. Para la última doble contra Ecuador y Brasil en octubre de 2017 no fue convocado y finalmente Chile quedó eliminado de Rusia 2018 al perder 3-0 contra los brasileños en Sao Paulo en la última fecha. Orellana disputó 6 de los 18 partidos de Chile en las Clasificatorias a Rusia 2018, aportando 2 asistencias en los 204 minutos que sumó en cancha.

#### Participaciones en Copas América
| Copa                    | Sede           | Resultado | Partidos | Goles | Asis. |
| ----------------------- | -------------- | --------- | -------- | ----- | ----- |
| Copa América Centenario | Estados Unidos | Campeón   | 2        | 0     | 1     |

#### Participaciones en Clasificatorias a Copas del Mundo
| Eliminatorias                     | País                              | Resultado                         | Posición                          | Partidos | Goles | Asis. |
| --------------------------------- | --------------------------------- | --------------------------------- | --------------------------------- | -------- | ----- | ----- |
| Eliminatorias Sudáfrica 2010      | Sudáfrica                         | Clasificado                       | 2° lugar                          | 5        | 2     | 0     |
| Eliminatorias Brasil 2014         | Brasil                            | Clasificado                       | 3° lugar                          | 0        | 0     | 0     |
| Eliminatorias Rusia 2018          | Rusia                             | Eliminado                         | 6.º lugar                         | 6        | 0     | 2     |
| Eliminatorias Catar 2022          | Catar                             | Eliminado                         | 7.º lugar                         | 2        | 0     | 0     |
| Total en procesos clasificatorios | Total en procesos clasificatorios | Total en procesos clasificatorios | Total en procesos clasificatorios | 13       | 2     | 2     |

#### Participaciones en Copas del Mundo
| Mundial                        | Sede      | Resultado        | PJ | Goles |
| ------------------------------ | --------- | ---------------- | -- | ----- |
| Copa Mundial de Fútbol de 2010 | Sudáfrica | Octavos de final | 1  | 0     |
| Copa Mundial de Fútbol de 2014 | Brasil    | Octavos de final | 0  | 0     |

### Partidos internacionales
Actualizado hasta el 8 de junio de 2021.
| Partidos internacionales | Partidos internacionales | Partidos internacionales                                  | Partidos internacionales | Partidos internacionales | Partidos internacionales | Partidos internacionales | Partidos internacionales                   | Partidos internacionales         |
| N.º                      | Fecha                    | Estadio                                                   | Local                    | Resultado                | Visitante                | Goles                    | Asistencias                                | Competición                      |
| ------------------------ | ------------------------ | --------------------------------------------------------- | ------------------------ | ------------------------ | ------------------------ | ------------------------ | ------------------------------------------ | -------------------------------- |
| 1                        | 7 de junio de 2008       | Estadio Elías Figueroa Brander, Valparaíso, Chile         | Chile                    | 0-0                      | Panamá                   |                          |                                            | Amistoso                         |
| 2                        | 24 de octubre de 2008    | StubHub Center, Los Ángeles, Estados Unidos               | México                   | 0-1                      | Chile                    |                          |                                            | Amistoso                         |
| 3                        | 15 de octubre de 2008    | Estadio Nacional Julio Martínez Pradanos, Santiago, Chile | Chile                    | 1-0                      | Argentina                | 35'                      |                                            | Clasificatorias a Sudáfrica 2010 |
| 4                        | 19 de noviembre de 2008  | Estadio El Madrigal, Villarreal, España                   | España                   | 3-0                      | Chile                    |                          |                                            | Amistoso                         |
| 5                        | 18 de enero de 2009      | Lockhart Stadium, Fort Lauderdale, Estados Unidos         | Honduras                 | 2-0                      | Chile                    |                          |                                            | Amistoso                         |
| 6                        | 11 de febrero de 2009    | Estadio Peter Mokaba, Polokwane, Sudáfrica                | Sudáfrica                | 0-2                      | Chile                    |                          |                                            | Amistoso                         |
| 7                        | 1 de abril de 2009       | Estadio Nacional Julio Martínez Pradanos, Santiago, Chile | Chile                    | 0-0                      | Uruguay                  |                          |                                            | Clasificatorias a Sudáfrica 2010 |
| 8                        | 27 de mayo de 2009       | Estadio Nagai, Osaka, Japón                               | Japón                    | 4-0                      | Chile                    |                          |                                            | Copa Kirin                       |
| 9                        | 29 de mayo de 2009       | Fukuda Denshi Arena, Chiba, Japón                         | Chile                    | 1-1                      | Bélgica                  |                          | 23' a Gary Medel                           | Copa Kirin                       |
| 10                       | 6 de junio de 2009       | Estadio Defensores del Chaco, Asunción, Paraguay          | Paraguay                 | 0-2                      | Chile                    |                          |                                            | Clasificatorias a Sudáfrica 2010 |
| 11                       | 6 de septiembre de 2009  | Estadio Monumental, Santiago, Chile                       | Chile                    | 2-2                      | Venezuela                |                          |                                            | Clasificatorias a Sudáfrica 2010 |
| 12                       | 10 de octubre de 2009    | Estadio Atanasio Girardot, Medellín, Colombia             | Colombia                 | 2-4                      | Chile                    | 78'                      | 35' a Humberto Suazo, 71' a Jorge Valdivia | Clasificatorias a Sudáfrica 2010 |
| 13                       | 17 de noviembre de 2009  | Štadión pod Dubňom, Žilina, Eslovaquia                    | Eslovaquia               | 1-2                      | Chile                    |                          |                                            | Amistoso                         |
| 14                       | 26 de mayo de 2010       | Estadio Municipal de Calama, Calama, Chile                | Chile                    | 3-0                      | Zambia                   |                          |                                            | Amistoso                         |
| 15                       | 30 de mayo de 2010       | Estadio Municipal Nelson Oyarzún Arenas, Chillán, Chile   | Chile                    | 1-0                      | Irlanda del Norte        |                          |                                            | Amistoso                         |
| 16                       | 30 de mayo de 2010       | Estadio Municipal de Concepción, Concepción, Chile        | Chile                    | 3-0                      | Israel                   |                          |                                            | Amistoso                         |
| 17                       | 25 de junio de 2010      | Estadio Loftus Versfeld, Pretoria, Sudáfrica              | Chile                    | 1-2                      | España                   |                          |                                            | Copa Mundial de Fútbol de 2010   |
| 18                       | 17 de noviembre de 2010  | Estadio Monumental, Santiago, Chile                       | Chile                    | 2-0                      | Uruguay                  |                          |                                            | Amistoso                         |
| 19                       | 26 de marzo de 2011      | Estádio Dr. Magalhães Pessoa, Leiría, Portugal            | Portugal                 | 1-1                      | Chile                    |                          |                                            | Amistoso                         |
| 20                       | 10 de agosto de 2011     | Stade de la Mosson, Montpellier, Francia                  | Francia                  | 1-1                      | Chile                    |                          |                                            | Amistoso                         |
| 21                       | 2 de septiembre de 2011  | AFG Arena, San Galo, Suiza                                | España                   | 3-2                      | Chile                    |                          |                                            | Amistoso                         |
| 22                       | 6 de septiembre de 2011  | Estadio Cornellà-El Prat, Barcelona, España               | México                   | 1-0                      | Chile                    |                          |                                            | Amistoso                         |
| 23                       | 6 de febrero de 2013     | Estadio Vicente Calderón, Madrid, España                  | Chile                    | 2-1                      | Egipto                   |                          |                                            | Amistoso                         |
| 24                       | 5 de marzo de 2014       | Mercedes-Benz Arena, Stuttgart, Alemania                  | Alemania                 | 1-0                      | Chile                    |                          |                                            | Amistoso                         |
| 25                       | 30 de mayo de 2014       | Estadio Nacional Julio Martínez Pradanos, Santiago, Chile | Chile                    | 3-2                      | Egipto                   |                          |                                            | Amistoso                         |
| 26                       | 4 de junio de 2014       | Estadio Elías Figueroa Brander, Valparaíso, Chile         | Chile                    | 2-0                      | Irlanda del Norte        |                          |                                            | Amistoso                         |
| 27                       | 9 de septiembre de 2014  | Lockhart Stadium, Fort Lauderdale, Estados Unidos         | Chile                    | 1-0                      | Haití                    |                          |                                            | Amistoso                         |
| 28                       | 14 de noviembre de 2014  | Estadio CAP, Talcahuano, Chile                            | Chile                    | 5-0                      | Venezuela                |                          |                                            | Amistoso                         |
| 29                       | 18 de noviembre de 2014  | Estadio Monumental, Santiago, Chile                       | Chile                    | 1-2                      | Uruguay                  |                          | 27' a Alexis Sánchez                       | Amistoso                         |
| 30                       | 26 de marzo de 2015      | NV Arena, Sankt Pölten, Austria                           | Irán                     | 2-0                      | Chile                    |                          |                                            | Amistoso                         |
| 31                       | 13 de octubre de 2015    | Estadio Nacional del Perú, Lima, Perú                     | Perú                     | 3-4                      | Chile                    |                          |                                            | Clasificatorias a Rusia 2018     |
| 32                       | 12 de noviembre de 2015  | Estadio Nacional Julio Martínez Prádanos, Santiago, Chile | Colombia                 | 1-1                      | Chile                    |                          |                                            | Clasificatorias a Rusia 2018     |
| 33                       | 17 de noviembre de 2015  | Estadio Centenario, Montevideo, Uruguay                   | Uruguay                  | 3-0                      | Chile                    |                          |                                            | Clasificatorias a Rusia 2018     |
| 34                       | 24 de marzo de 2016      | Estadio Nacional Julio Martínez Prádanos, Santiago, Chile | Chile                    | 1-2                      | Argentina                |                          | 10' a Felipe Gutiérrez                     | Clasificatorias a Rusia 2018     |
| 35                       | 29 de marzo de 2016      | Estadio Agustín Tovar, Barinas, Venezuela                 | Venezuela                | 1-4                      | Chile                    |                          | 72' a Arturo Vidal                         | Clasificatorias a Rusia 2018     |
| 36                       | 27 de mayo de 2016       | Estadio Sausalito, Viña del Mar, Chile                    | Chile                    | 1-2                      | Jamaica                  |                          |                                            | Amistoso                         |
| 37                       | 1 de junio de 2016       | Estadio Qualcomm, San Diego, Estados Unidos               | México                   | 1-0                      | Chile                    |                          |                                            | Amistoso                         |
| 38                       | 6 de junio de 2016       | Levi's Stadium, Santa Clara, Estados Unidos               | Argentina                | 2-1                      | Chile                    |                          | 90+3' a José Pedro Fuenzalida              | Copa América Centenario          |
| 39                       | 10 de junio de 2016      | Gillette Stadium, Foxborough, Estados Unidos              | Chile                    | 2-1                      | Bolivia                  |                          |                                            | Copa América Centenario          |
| 40                       | 31 de agosto de 2017     | Estadio Monumental, Santiago, Chile                       | Chile                    | 0-3                      | Paraguay                 |                          |                                            | Clasificatorias a Rusia 2018     |
| 41                       | 12 de octubre de 2019    | Estadio José Rico Pérez, Alicante, España                 | Colombia                 | 0-0                      | Chile                    |                          |                                            | Amistoso                         |
| 42                       | 13 de noviembre de 2020  | Estadio Nacional Julio Martínez Pradanos, Santiago, Chile | Chile                    | 2-0                      | Perú                     |                          |                                            | Clasificatorias a Catar 2022     |
| 43                       | 26 de marzo de 2021      | Estadio El Teniente, Rancagua, Chile                      | Chile                    | 2-1                      | Bolivia                  |                          |                                            | Amistoso                         |
| 44                       | 8 de junio de 2021       | Estadio San Carlos de Apoquindo, Santiago, Chile          | Chile                    | 1-1                      | Bolivia                  |                          |                                            | Clasificatorias a Catar 2022     |
| Total                    |                          |                                                           | Presencias               | 44                       | Goles                    | 2                        | Asistencias                                | 7                                |

| Selección chilena | Selección chilena | Selección chilena | Selección chilena |
| Año               | Partidos          | Goles             | Asis.             |
| ----------------- | ----------------- | ----------------- | ----------------- |
| 2008              | 4                 | 1                 | 0                 |
| 2009              | 9                 | 1                 | 3                 |
| 2010              | 5                 | 0                 | 0                 |
| 2011              | 4                 | 0                 | 0                 |
| 2013              | 1                 | 0                 | 0                 |
| 2014              | 6                 | 0                 | 1                 |
| 2015              | 4                 | 0                 | 0                 |
| 2016              | 6                 | 0                 | 3                 |
| 2017              | 1                 | 0                 | 0                 |
| 2019              | 1                 | 0                 | 0                 |
| 2020              | 1                 | 0                 | 0                 |
| 2021              | 2                 | 0                 | 0                 |
| Total             | 44                | 2                 | 7                 |

## Estadísticas

### Clubes
| Club                         | Div.          | Temporada     | Liga  | Liga  | Liga   | Copas nacionales | Copas nacionales | Copas nacionales | Torneos internacionales | Torneos internacionales | Torneos internacionales | Total | Total | Total  | Media goleadora |
| Club                         | Div.          | Temporada     | Part. | Goles | Asist. | Part.            | Goles            | Asist.           | Part.                   | Goles                   | Asist.                  | Part. | Goles | Asist. | Media goleadora |
| ---------------------------- | ------------- | ------------- | ----- | ----- | ------ | ---------------- | ---------------- | ---------------- | ----------------------- | ----------------------- | ----------------------- | ----- | ----- | ------ | --------------- |
| Audax Italiano · Chile       | 1.ª           | 2005          | 12    | 1     | 1      | —                | —                | —                | —                       | —                       | —                       | 12    | 1     | 1      | 0.08            |
| Audax Italiano · Chile       | 1.ª           | 2006          | 20    | 1     | 2      | —                | —                | —                | —                       | —                       | —                       | 20    | 1     | 2      | 0.05            |
| Audax Italiano · Chile       | 1.ª           | 2007          | 38    | 12    | 9      | —                | —                | —                | 7                       | 0                       | 0                       | 45    | 12    | 9      | 0.27            |
| Audax Italiano · Chile       | 1.ª           | 2008          | 32    | 10    | 10     | —                | —                | —                | 8                       | 3                       | 0                       | 40    | 13    | 10     | 0.33            |
| Audax Italiano · Chile       | 1.ª           | 2009          | 12    | 3     | 5      | —                | —                | —                | —                       | —                       | —                       | 12    | 3     | 5      | 0.25            |
| Audax Italiano · Chile       | Total club    | Total club    | 114   | 27    | 27     | 0                | 0                | 0                | 15                      | 3                       | 0                       | 129   | 30    | 27     | 0.23            |
| Xerez · España               | 1.ª           | 2009-10       | 26    | 2     | 4      | 2                | 0                | 0                | —                       | —                       | —                       | 28    | 2     | 4      | 0.07            |
| Xerez · España               | Total club    | Total club    | 26    | 2     | 4      | 2                | 0                | 0                | 0                       | 0                       | 0                       | 28    | 2     | 4      | 0.07            |
| Granada · España             | 2.ª           | 2010-11       | 39    | 8     | 8      | 1                | 0                | 0                | —                       | —                       | —                       | 40    | 8     | 8      | 0.2             |
| Celta de Vigo · España       | 2.ª           | 2011-12       | 37    | 14    | 8      | 2                | 0                | 0                | —                       | —                       | —                       | 39    | 14    | 8      | 0.36            |
| Granada · España             | 1.ª           | 2012-13       | 17    | 0     | 1      | 2                | 0                | 0                | —                       | —                       | —                       | 19    | 0     | 1      | 0.0             |
| Granada · España             | Total club    | Total club    | 56    | 8     | 9      | 3                | 0                | 0                | 0                       | 0                       | 0                       | 59    | 8     | 9      | 0.14            |
| Celta de Vigo · España       | 1.ª           | 2012-13       | 14    | 0     | 2      | 0                | 0                | 0                | —                       | —                       | —                       | 14    | 0     | 2      | 0.0             |
| Celta de Vigo · España       | 1.ª           | 2013-14       | 31    | 5     | 6      | 2                | 0                | 0                | —                       | —                       | —                       | 33    | 12    | 22     | 0.15            |
| Celta de Vigo · España       | 1.ª           | 2014-15       | 35    | 5     | 6      | 4                | 2                | 1                | —                       | —                       | —                       | 39    | 44    | 72     | 0.18            |
| Celta de Vigo · España       | 1.ª           | 2015-16       | 33    | 7     | 7      | 5                | 0                | 3                | —                       | —                       | —                       | 38    | 7     | 10     | 0.18            |
| Celta de Vigo · España       | 1.ª           | 2016-17       | 7     | 2     | 2      | 0                | 0                | 0                | 2                       | 2                       | 0                       | 9     | 4     | 2      | 0.44            |
| Celta de Vigo · España       | Total club    | Total club    | 157   | 33    | 31     | 13               | 2                | 4                | 2                       | 2                       | 0                       | 172   | 37    | 35     | 0.22            |
| Valencia · España            | 1.ª           |               |       |       |        |                  |                  |                  |                         |                         |                         |       |       |        |                 |
| Valencia · España            | 1.ª           | 2016-17       | 16    | 1     | 1      | —                | —                | —                | —                       | —                       | —                       | 16    | 1     | 1      | 0.06            |
| Valencia · España            | 1.ª           | 2017-18       | 0     | 0     | 0      | 1                | 0                | 0                | —                       | —                       | —                       | 1     | 0     | 0      | 0.0             |
| Valencia · España            | Total club    | Total club    | 16    | 1     | 1      | 1                | 0                | 0                | 0                       | 0                       | 0                       | 17    | 1     | 1      | 0.06            |
| Eibar · España               | 1.ª           |               |       |       |        |                  |                  |                  |                         |                         |                         |       |       |        |                 |
| Eibar · España               | 1.ª           | 2017-18       | 17    | 3     | 2      | —                | —                | —                | —                       | —                       | —                       | 17    | 3     | 2      | 0.18            |
| Eibar · España               | 1.ª           | 2018-19       | 33    | 3     | 5      | 0                | 0                | 0                | —                       | —                       | —                       | 33    | 3     | 5      | 0.09            |
| Eibar · España               | 1.ª           | 2019-20       | 29    | 8     | 7      | 2                | 0                | 3                | —                       | —                       | —                       | 31    | 8     | 10     | 0.26            |
| Eibar · España               | Total club    | Total club    | 79    | 14    | 14     | 2                | 0                | 3                | 0                       | 0                       | 0                       | 81    | 14    | 17     | 0.17            |
| Real Valladolid · España     | 1.ª           | 2020-21       | 30    | 6     | 2      | 2                | 0                | 1                | —                       | —                       | —                       | 32    | 6     | 3      | 0.19            |
| Real Valladolid · España     | Total club    | Total club    | 30    | 6     | 2      | 2                | 0                | 1                | 0                       | 0                       | 0                       | 32    | 6     | 3      | 0.19            |
| Universidad Católica · Chile | 1.ª           | 2021          | 7     | 0     | 1      | —                | —                | —                | —                       | —                       | —                       | 7     | 0     | 1      | 0.0             |
| Universidad Católica · Chile | 1.ª           | 2022          | 13    | 0     | 0      | 6                | 0                | 1                | 5                       | 0                       | 0                       | 24    | 0     | 1      | 0.0             |
| Universidad Católica · Chile | Total club    | Total club    | 20    | 0     | 1      | 6                | 0                | 1                | 5                       | 0                       | 0                       | 31    | 0     | 2      | 0.0             |
| Total carrera                | Total carrera | Total carrera | 498   | 91    | 89     | 29               | 2                | 9                | 22                      | 5                       | 0                       | 549   | 98    | 98     | 0.18            |
| 1. 2. 3.                     |               |               |       |       |        |                  |                  |                  |                         |                         |                         |       |       |        |                 |

### Selecciones
| Selección        | Temporada     | Amistosos | Amistosos | Amistosos | Sudamérica | Sudamérica | Sudamérica | Mundial | Mundial | Mundial | Total | Total | Total  | Media goleadora |
| Selección        | Temporada     | Part.     | Goles     | Asist.    | Part.      | Goles      | Asist.     | Part.   | Goles   | Asist.  | Part. | Goles | Asist. | Media goleadora |
| ---------------- | ------------- | --------- | --------- | --------- | ---------- | ---------- | ---------- | ------- | ------- | ------- | ----- | ----- | ------ | --------------- |
| Sub-23 · Chile   | 2008          | 4         | 2         | 2         | —          | —          | —          | —       | —       | —       | 4     | 2     | 2      | 0.5             |
| Sub-23 · Chile   | Total         | 4         | 2         | 2         | 0          | 0          | 0          | 0       | 0       | 0       | 4     | 2     | 2      | 0.5             |
| Absoluta · Chile | 2008          | 3         | 0         | 0         | 1          | 1          | 0          | —       | —       | —       | 4     | 1     | 0      | 0.25            |
| Absoluta · Chile | 2009          | 5         | 0         | 1         | 4          | 1          | 2          | —       | —       | —       | 9     | 1     | 3      | 0.11            |
| Absoluta · Chile | 2010          | 4         | 0         | 0         | —          | —          | —          | 1       | 0       | 0       | 5     | 0     | 0      | 0.00            |
| Absoluta · Chile | 2011          | 4         | 0         | 0         | —          | —          | —          | —       | —       | —       | 4     | 0     | 0      | 0.00            |
| Absoluta · Chile | 2012          | —         | —         | —         | —          | —          | —          | —       | —       | —       | 0     | 0     | 0      | 0.00            |
| Absoluta · Chile | 2013          | 1         | 0         | 0         | —          | —          | —          | —       | —       | —       | 1     | 0     | 0      | 0.00            |
| Absoluta · Chile | 2014          | 6         | 0         | 1         | —          | —          | —          | —       | —       | —       | 6     | 0     | 1      | 0.00            |
| Absoluta · Chile | 2015          | 1         | 0         | 0         | 3          | 0          | 0          | —       | —       | —       | 4     | 0     | 0      | 0.00            |
| Absoluta · Chile | 2016          | 2         | 0         | 0         | 4          | 0          | 3          | —       | —       | —       | 6     | 0     | 3      | 0.00            |
| Absoluta · Chile | 2017          | —         | —         | —         | 1          | 0          | 0          | —       | —       | —       | 1     | 0     | 0      | 0.00            |
| Absoluta · Chile | 2018          | —         | —         | —         | —          | —          | —          | —       | —       | —       | 0     | 0     | 0      | 0.00            |
| Absoluta · Chile | 2019          | 1         | 0         | 0         | —          | —          | —          | —       | —       | —       | 1     | 0     | 0      | 0.00            |
| Absoluta · Chile | 2020          | —         | —         | —         | 1          | 0          | 0          | —       | —       | —       | 1     | 0     | 0      | 0.00            |
| Absoluta · Chile | 2021          | 1         | 0         | 0         | 1          | 0          | 0          | —       | —       | —       | 2     | 0     | 0      | 0.00            |
| Absoluta · Chile | Total         | 28        | 0         | 2         | 15         | 2          | 5          | 1       | 0       | 0       | 44    | 2     | 7      | 0.05            |
| Total carrera    | Total carrera | 32        | 2         | 4         | 15         | 2          | 5          | 1       | 0       | 0       | 48    | 4     | 9      | 0.08            |
| 1. 2.            |               |           |           |           |            |            |            |         |         |         |       |       |        |                 |

### Resumen estadístico
| Competición                   | Partidos | Goles | Promedio | Asistencias | Promedio | G y A | Promedio |
| ----------------------------- | -------- | ----- | -------- | ----------- | -------- | ----- | -------- |
| Primera División de Chile     | 134      | 27    | 0.2      | 28          | 0.21     | 55    | 0.41     |
| Primera División de España    | 288      | 42    | 0.15     | 45          | 0.16     | 87    | 0.3      |
| Segunda División de España    | 76       | 22    | 0.29     | 16          | 0.21     | 38    | 0.5      |
| Copa del Rey                  | 23       | 2     | 0.09     | 8           | 0.35     | 10    | 0.43     |
| Copa Chile                    | 5        | 0     | 0.00     | 1           | 0.2      | 1     | 0.2      |
| Supercopa de Chile            | 1        | 0     | 0.00     | 0           | 0.00     | 0     | 0.00     |
| Copa Libertadores             | 12       | 3     | 0.25     | 0           | 0.00     | 3     | 0.25     |
| Copa Sudamericana             | 8        | 0     | 0.00     | 0           | 0.00     | 0     | 0.00     |
| UEFA Europa League            | 2        | 2     | 1        | 0           | 0.00     | 2     | 1        |
| Torneo Esperanzas de Toulon   | 4        | 2     | 0.5      | 2           | 0.5      | 4     | 1        |
| Clasificatorias Sudamericanas | 13       | 2     | 0.15     | 4           | 0.31     | 6     | 0.46     |
| Copa América                  | 2        | 0     | 0.00     | 1           | 0.5      | 1     | 0.5      |
| Mundial de fútbol             | 1        | 0     | 0.00     | 0           | 0.00     | 0     | 0.00     |
| Selección (amistosos)         | 28       | 0     | 0.00     | 2           | 0.07     | 2     | 0.07     |
| Total                         | 597      | 102   | 0.17     | 107         | 0.18     | 209   | 0.35     |

## Palmarés

### Campeonatos nacionales
| Título             | Equipo                     | País  | Año  |
| ------------------ | -------------------------- | ----- | ---- |
| Supercopa de Chile | C. D. Universidad Católica | Chile | 2021 |
| Primera División   | C. D. Universidad Católica | Chile | 2021 |

### Campeonatos internacionales
| Título                  | Equipo             | Sede           | Año  |
| ----------------------- | ------------------ | -------------- | ---- |
| Copa América Centenario | Selección de Chile | Estados Unidos | 2016 |

### Distinciones individuales
| Distinción | Año  |
| --- | ---- |
| Incluido en el once ideal de americanos en la liga española de la temporada 2014-2015 según encuesta del diario Marca | 2015 |
| Trofeo Manuel de Castro "Hándicap"                                                                                    | 2015 |